# موتور خوبیار (حاجی‌آباد)
موتورخوبیار (حاجی‌آباد)، روستایی از توابع بخش مرکزی شهرستان خاش در استان سیستان و بلوچستان ایران است.

## جمعیت
این روستا در دهستان پشتکوه قرار دارد و براساس سرشماری مرکز آمار ایران در سال ۱۳۸۵، جمعیت آن ۲۱۸ نفر (۳۳خانوار) بوده‌است.